# Eriocaulon reitzii
Eriocaulon reitzii là một loài thực vật có hoa trong họ Eriocaulaceae. Loài này được Moldenke & L.B.Sm. mô tả khoa học đầu tiên năm 1973.